# Chico (film)
A Chico a tragikus sorsú kalandor, Eduardo Rózsa Flores főszereplésével készült magyar–német–horvát–chilei háborús kalandfilm Fekete Ibolya rendezésében.

## Rövid ismertető
A film egy magyar származású fiatalember útját követi a politikai küzdelmektől feszült légkörű, latin-amerikai gyermekévektől kezdve az ideológiai harcoktól mentes Magyarországon keresztül a horvátországi harctérig. A cselekmény láncszemei öt országot (Chile, Albánia, Magyarország, Izrael és Horvátország) fűznek össze. A történet a főszereplő, Ricardo (Chico – Eduardo Rózsa Flores) életútját követve bemutatja, hogy a különféle ideológiák összeütközése olykor elkerülhetetlenül háborúhoz vezet, melynek résztvevői gyakran akaratlanul sodródnak az eseményekkel, és a győzelem sosem hozza el számukra a remélt szabadságot.

## Szereplők
- Eduardo Rózsa Flores – Chico
- Vjekoslav Janković – Zagi
- Varga Richie – Jimmy

## Díjak
- Karlovy Vary Nemzetközi Filmfesztivál (2002) – Legjobb rendező: Fekete Ibolya
- Karlovy Vary Nemzetközi Filmfesztivál (2001) – Ökumenikus Zsűri díja: Fekete Ibolya
- 33. Magyar Filmszemle (2002) – Legjobb vágás: Kornis Anna
- 33. Magyar Filmszemle (2002) – Fesztivál Nagydíja: Fekete Ibolya